# Galeosoma hirsutum
Galeosoma hirsutum là một loài nhện trong họ Idiopidae.
Loài này thuộc chi Galeosoma. Galeosoma hirsutum được J. Hewitt miêu tả năm 1916.